# بيل بيمبرتون
بيل بيمبرتون (بالإنجليزية: Bill Pemberton)‏ هو موسيقي أمريكي، ولد في 5 مارس 1918 في نيويورك في الولايات المتحدة، وتوفي بنفس المكان في 13 ديسمبر 1984.

## وصلات خارجية
- بيل بيمبرتون على موقع ميوزك برينز (الإنجليزية)
- بيل بيمبرتون على موقع أول ميوزيك (الإنجليزية)
- بيل بيمبرتون على موقع ديسكوغز (الإنجليزية)